# Andrea Malinconico

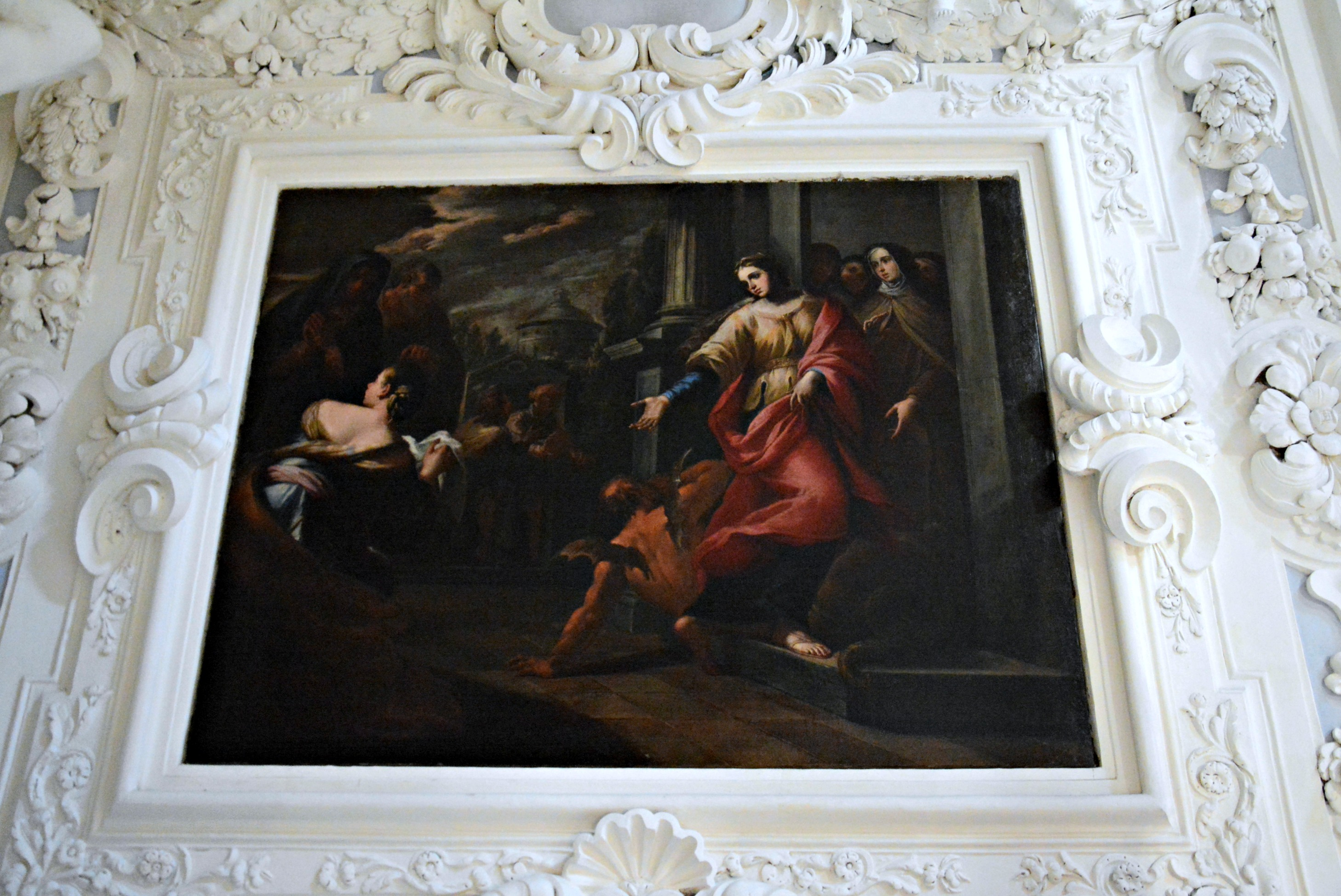
Wunder der Hl. Teresa in einer Seitenkapelle (1. rechts) von Gesù delle Monache, Neapel

Andrea Malinconico (3. Juni 1635 in Neapel – 4. Oktober 1698 ebenda) war ein italienischer Maler des Barock aus der neapolitanischen Schule und ältestes Mitglied einer Malerfamilie. Er war der Vater des wesentlich bekannteren Nicola Malinconico.

## Geschichte
Andrea kam als Sohn von Aniello Malinconico und Isabella d’Apice zur Welt. Bei seiner Taufe in der neapolitanischen Gemeinde della Carità (heute: San Liborio) erhielt er die Namen „Domenico Andrea“. Nach dem Zeugnis von Bernardo De Dominici (und der meisten nachfolgenden Quellen), machte Andrea seine Lehre in der Werkstatt von Massimo Stanzione und sei „einer der besten Schüler“ des Meisters gewesen. In Malinconicos gesicherten Werken zeigt sich jedoch besonders ein Einfluss von Andrea Vaccaro, und möglicherweise auch von Francesco Guarino, Bernardo Cavallino, Anthonis van Dyck und Charles Mellin (letzterer war in den 1640er Jahren in Neapel).
Andrea Malinconico heiratete am 15. Juli 1658 Antonia De Popoli, Schwester des Malers Giacinto De Popoli. Das Paar hatte sechs Kinder miteinander, zwei davon, Oronzo und Nicola wurden ebenfalls Maler. Da bei der Hochzeit Andrea Vaccaro und dessen Sohn Nicola Trauzeugen waren und aufgrund der stilistischen Affinitäten vermutete Prota-Giurleo, Malinconico sei vielleicht eher ein Schüler von Vaccaro gewesen und nicht von Stanzione.

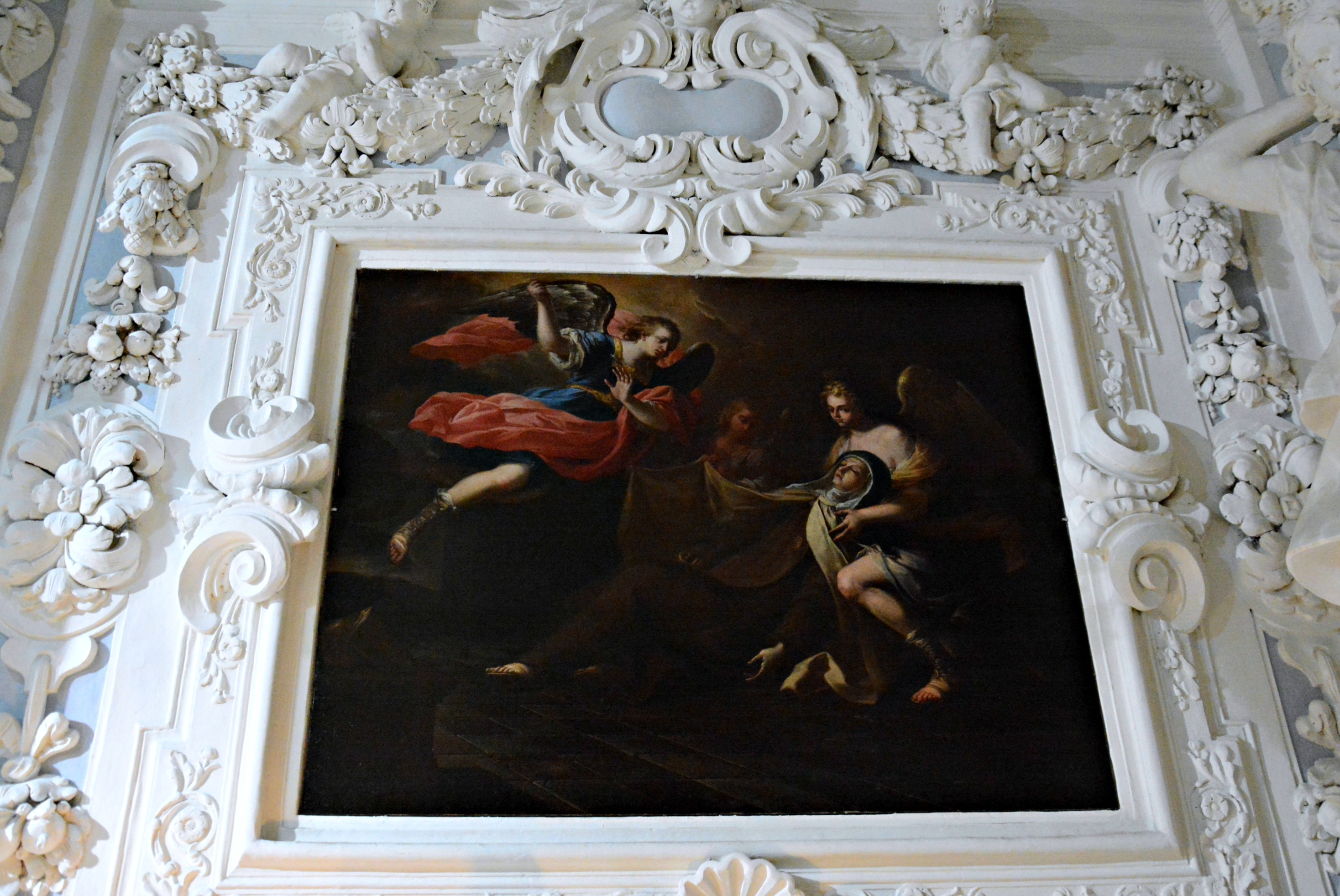
Tod der Hl. Teresa, Gesù delle Monache (1. Kapelle rechts), Neapel

Malinconico malte vor allem religiöse Gemälde für Kirchen in Neapel und Umgebung, u. a. im Pio Monte della Misericordia, in Gesù Vecchio, Girolamini und im Kloster Suor Orsola Benincasa. Er scheint sich außerdem als Porträtist verdingt zu haben, zumindest ist erwiesen, dass er 1670 ein Bildnis des Fürsten von Torella malte (verschollen) und auch sein letztes dokumentiertes Bild ist ein Porträt des Fürsten von Roccafiorita aus Palermo (1696, Verbleib unbekannt).
In den letzten beiden Jahrzehnten seines Lebens und Wirkens näherte sich sein Stil moderneren Zeitgenossen wie Luca Giordano an und wirkt laut Bortolotti beinahe „...wie eine Vorwegnahme von Francesco Solimena“.
Malinconicos Hauptwerk ist die malerische Ausstattung der neapolitanischen Kirche Santa Maria dei Miracoli, an der er zwischen 1679 und Ende 1687 arbeitete, und wo er mit Ausnahme des Hauptaltarbildes von Andrea Vaccaro und der Kuppeldekoration von Giovan Battista Beinaschi den größten Teil der Malereien schuf, darunter einen vierteiliger Marienzyklus an der Decke, und Darstellungen der vier Evangelisten und vier Kirchenväter, sowie von Petrus und Paulus. Er malte auch die Gemälde der beiden ersten Kapellen rechts und der ersten Kapelle links, das Altarbild im rechten Querschiff und zwei Bilder im linken Querschiff, sowie die beiden Gemälde neben dem Hochaltar. Die meisten dieser Werke wurden detailliert und mit sichtlichem Wohlgefallen von De Dominici beschrieben.
Bei seinem Tode am 4. Oktober 1698 hinterließ Andrea seinen sechs Kindern eine Summe von 894 Dukaten.

## Werke

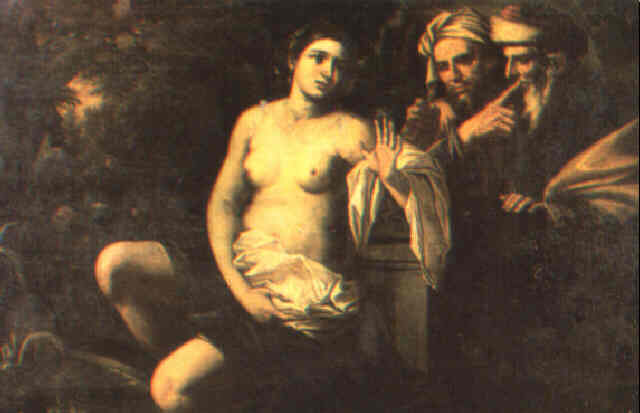
Susanna und die Alten

Andrea Malinconico ist im Gegensatz zu seinem Sohn Nicola ein wenig beachteter Maler der „zweiten Reihe“. Es folgt eine Liste von dokumentierten Werken (nach Bortolotti).
- Rebecca am Brunnen, Pinacoteca provinciale, Bari
- Büßende Magdalena, Privatsammlung, Rom (signiert "A.M.")
- Susanna e i vecchioni, im Depot im Museo del Sannio, Benevento (signiert)
- Hl. Joseph mit dem Jesuskind und einem Bild des Kreuzes, in der Kirche des Klosters Suor Orsola Benincasa, Neapel (signiert)[4]
- Madonna della Purità, Pio Monte della Misericordia, Neapel
- Himmelfahrt Mariä, Deckengemälde in Santa Maria delle Grazie in Calvizzano (signiert und  datiert 1676)
- vier Bilder (Geburt der Maria, Maria Immaculata, die Trinität mit den Hl. Rosalia und Carlo Borromeo,  Madonna mit 5 Heiligen), Gemeindekirche von Paceco (Trapani)
- zahlreiche Gemälde (darunter: die Heiligen Petrus und Paulus an der Eingangswand, 4 Kirchenväter und 4 Evangelisten; 4-teiliger Marienzyklus u. a.), in Santa Maria dei Miracoli, Neapel (1679–1687)
- Verkündigung, Real Casa dell'Annunziata, Neapel, 1687 (signiert)

Neben diesen erhaltenen Werken erwähnt De Dominici auch eine ganze Reihe von Bildern Andrea Malinconicos, die mittlerweile verschwunden oder verschollen (?) sind, u. a. in San Giuseppe dei Ruffi und allein elf Werke in San Francesco delle Monache (bei Santa Chiara), sowie ein Bilderzyklus in Santa Maria della Sapienza.